# Resolutie 1942 Veiligheidsraad Verenigde Naties
Resolutie 1942 van de Veiligheidsraad van de Verenigde Naties is een resolutie van de VN-Veiligheidsraad die op 29 september 2010 unaniem werd aangenomen.
Met de resolutie autoriseerde de Veiligheidsraad een tijdelijke versterking van de UNOCI-vredesmacht in Ivoorkust.

## Achtergrond
In 2002 brak in Ivoorkust een burgeroorlog uit tussen de regering in het christelijke zuiden en rebellen in het islamitische noorden van het land. In 2003 leidden onderhandelingen tot de vorming van een regering van nationale eenheid en waren er Franse en VN-troepen aanwezig. In 2004 zegden de rebellen hun vertrouwen in de regering op en namen opnieuw de wapens op. Het noorden van het land werd voornamelijk door deze Forces Nouvelles gecontroleerd. Er werden illegaal diamanten uitgevoerd via de buurlanden en wapens ingevoerd via Burkina Faso, zo concludeerden VN-experts.

## Inhoud

### Waarnemingen
In resolutie 1933 had de VN-Veiligheidsraad vastgelegd een tijdelijke versterking van de UNOCI-vredesmacht voor en na de verkiezingen in Ivoorkust te zullen overwegen.
Ook de secretaris-generaal beval dergelijke versterking met 500 manschappen, van 8650 tot 9150, aan.
Inmiddels waren de Ivoriaanse partijen op 6 september 2010 ook de definitieve stemlijst overeengekomen en was deze door de Speciale Vertegenwoordiger van de secretaris-generaal goedgekeurd.

### Handelingen
De Veiligheidsraad:
1. Besluit een tijdelijke versterking van UNOCI's militair- en politiepersoneel van 8650 tot 9150 man te autoriseren.
2. Autoriseert de onmiddellijke inzet van deze capaciteit voor een periode van zes maanden.
3. Besluit actief op de hoogte te blijven.

## Verwante resoluties
- Resolutie 1924 Veiligheidsraad Verenigde Naties
- Resolutie 1933 Veiligheidsraad Verenigde Naties
- Resolutie 1946 Veiligheidsraad Verenigde Naties
- Resolutie 1951 Veiligheidsraad Verenigde Naties

Lijst ·  1908 ·  1909 ·  1910 ·  1911 ·  1912 ·  1913 ·  1914 ·  1915 ·  1916 ·  1917 ·  1918 ·  1919 ·  1920 ·  1921 ·  1922 ·  1923 ·  1924 ·  1925 ·  1926 ·  1927 ·  1928 ·  1929 ·  1930 ·  1931 ·  1932 ·  1933 ·  1934 ·  1935 ·  1936 ·  1937 ·  1938 ·  1939 ·  1940 ·  1941 ·  1942 ·  1943 ·  1944 ·  1945 ·  1946 ·  1947 ·  1948 ·  1949 ·  1950 ·  1951 ·  1952 ·  1953 ·  1954 ·  1955 ·  1956 ·  1957 ·  1958 ·  1959 ·  1960 ·  1961 ·  1962 ·  1963 ·  1964 ·  1965 ·  1966